# Мжакино
Мжакино — село в Спасском районе Рязанской области. Входит в Федотьевское сельское поселение.

## География
По всей территории села и далее протекает р. Кашка, впадающая в р. Кишня; преобладает болотистая почва.
Имеет две улицы: Красная и Полевая.

## Население
| 1859 | 1897 | 1906  | 2010 |
| ---- | ---- | ----- | ---- |
| 614  | ↗912 | ↗1188 | ↘24  |

## Транспорт
С 1 января 2012 года было прекращено движение общественного транспорта и запущено маршрутное такси из Спасска в Рязань.